# Dolores Štorková
Dolores Štorková (Praga, 12 de abril de 1960) es una deportista checa que compitió en voleibol, en la modalidad de playa. Ganó una medalla de plata en el Campeonato Europeo de Vóley Playa de 1994.

## Palmarés internacional
| Campeonato Europeo | Campeonato Europeo | Campeonato Europeo | Campeonato Europeo |
| Año                | Lugar              | Medalla            | Pareja             |
| ------------------ | ------------------ | ------------------ | ------------------ |
| 1994               | Espinho (Portugal) | Medalla de plata   | Martina Hudcová    |